# Хан, Кэтрин
Кэтрин Мэри Хан (англ. Kathryn Marie Hahn, род. 23 июля 1973) — американская актриса и комедиантка. Первоначальную известность Хан принесла роль Лили Лебовски в сериале «Расследование Джордан» (2001—2007). Она появилась с ролями второго плана в таких комедийных фильмах, как «Как отделаться от парня за 10 дней» (2003), «Телеведущий: Легенда о Роне Бургунди» (2004), «Сводные братья» (2008), «Мы — Миллеры» и «Невероятная жизнь Уолтера Митти» (оба 2013).
Хан исполнила главные роли в фильмах «Полуденная нега» (2013) и «Частная жизнь» (2018), за которые получила положительные отзывы критиков. Она также исполнила одну из главных ролей в комедийном фильме «Очень плохие мамочки» (2016) и его сиквеле «Очень плохие мамочки 2» (2017), и появилась в ряде драматических фильмов, включая «Дорога перемен» (2008), «Дальше живите сами» (2014), «Земля будущего», «Визит» (оба 2015) и «Капитан Фантастик» (2016). За работу над сериалом «Очевидное» (2014—2016) Хан получила номинацию на премию «Эмми» в категории «Лучшая женская роль второго плана в комедийном сериале».

## Карьера
Известна по своей роли Лили Лебовски в криминальном телесериале «Расследование Джордан», которую она играла на протяжении шести сезонов, с 2001 по 2007 год. После его завершения она снялась в нескольких не получивших зелёный свет на дальнейшее производство телевизионных пилотах, а также имела второстепенные роли в ситкомах «Жеребец», «Парки и зоны отдыха» и «Девчонки». Снялась в ситкоме 2011 года «Свободные агенты», который был закрыт после одного короткого сезона.
Хан появилась в ряде комедийных фильмов, среди которых можно выделить «Очень плохие мамочки» и сиквел «Очень плохие мамочки 2», «Как отделаться от парня за 10 дней», «Больше, чем любовь», «Отпуск по обмену», «Сводные братья», «Продавец», «Как знать…», «Жажда странствий», «Мы — Миллеры» и «Невероятная жизнь Уолтера Митти». В качестве ведущей актрисы, она снялась в независимых фильмах «Полуденная нега» и «Плохие слова». Вне комедий, Хан снялась вместе с Джорджем Клуни в фантастическом фильме «Земля будущего».

## Личная жизнь
С 2002 года Хан замужем за актёром Итаном Сэндлером. У них есть двое детей.

## Фильмография

### Кино
| Год  | Название на русском                        | Оригинальное название                 | Роль                                           | Примечания      |
| ---- | ------------------------------------------ | ------------------------------------- | ---------------------------------------------- | --------------- |
| 1999 | Приступ                                    | Flushed                               | женщина                                        |                 |
| 2003 | Как отделаться от парня за 10 дней         | How to Lose a Guy in 10 Days          | Мишель Рубен                                   |                 |
| 2004 | Свидание со звездой                        | Win a Date with Tad Hamilton!         | Анджелика                                      |                 |
| 2004 | Телеведущий: Легенда о Роне Бургунди       | Anchorman: The Legend of Ron Burgundy | Хелен                                          |                 |
| 2004 | Свихнувшиеся                               | Around the Bend                       | Сара                                           |                 |
| 2004 | Проснитесь, Рон Бургунди: Потерянный фильм | Wake Up, Ron Burgundy: The Lost Movie | Хелен                                          |                 |
| 2005 | Больше, чем любовь                         | A Lot Like Love                       | Мишель                                         |                 |
| 2006 | Отпуск по обмену                           | The Holiday                           | Бристоль                                       |                 |
| 2007 | Последняя Мимзи Вселенной                  | The Last Mimzy                        | Наоми Шварц                                    |                 |
| 2008 | Сводные братья                             | Step Brothers                         | Элис                                           |                 |
| 2008 | Дорога перемен                             | Revolutionary Road                    | Милли Кэмпбелл                                 |                 |
| 2009 | Продавец                                   | The Goods: Live Hard, Sell Hard       | Бабс Меррик                                    |                 |
| 2010 | Как знать…                                 | How Do You Know                       | Энни                                           |                 |
| 2011 | Мой придурочный брат                       | Our Idiot Brother                     | Джанет                                         |                 |
| 2012 | Жажда странствий                           | Wanderlust                            | Карен                                          |                 |
| 2012 | Диктатор                                   | The Dictator                          | беременная женщина                             |                 |
| 2013 | Полуденная нега                            | Afternoon Delight                     | Рэйчел                                         |                 |
| 2013 | Плохие слова                               | Bad Words                             | Дженни Виджеон                                 |                 |
| 2013 | Мы — Миллеры                               | We’re the Millers                     | Иди Фицджеральд                                |                 |
| 2013 | Звёзды                                     | Dark Around the Stars                 | Джудит                                         |                 |
| 2013 | Невероятная жизнь Уолтера Митти            | The Secret Life of Walter Mitty       | Одесса Митти                                   |                 |
| 2014 | Дальше живите сами                         | This Is Where I Leave You             | Элис Олтмен                                    |                 |
| 2014 | Мисс Переполох                             | She’s Funny That Way                  | Дельта Симмонс                                 |                 |
| 2015 | Дорога в Голливуд                          | The D Train                           | Стэйси Лэндсмэн                                |                 |
| 2015 | Земля будущего                             | Tomorrowland                          | Урсула                                         |                 |
| 2015 | Лен и компания                             | Len and Company                       | Изабель                                        |                 |
| 2015 | Визит                                      | The Visit                             | Лоретта Джемисон                               |                 |
| 2015 | Семья Фэнг                                 | The Family Fang                       | Камилль Фэнг                                   |                 |
| 2016 | Капитан Фантастик                          | Captain Fantastic                     | Харпер Кэш                                     |                 |
| 2016 | Очень плохие мамочки                       | Bad Moms                              | Карла Дунклер                                  |                 |
| 2016 | Всё по новой                               | The Do-Over                           | Бекка                                          |                 |
| 2017 | Взрослые игры                              | Flower                                | Лори Вэндросс                                  |                 |
| 2017 | Очень плохие мамочки 2                     | A Bad Moms Christmas                  | Карла Дунклер                                  |                 |
| 2018 | Частная жизнь                              | Private Life                          | Рэйчел Биглер                                  |                 |
| 2018 | Монстры на каникулах 3: Море зовёт         | Hotel Transylvania 3: Summer Vacation | Эрика Ван Хельсинг                             |                 |
| 2018 | Человек-паук: Через вселенные              | Spider-Man: Into the Spider-Verse     | доктор Оливия «Лив» Октавиус / Доктор Осьминог |                 |
| 2022 | Монстры на каникулах 4: Трансформания      | Hotel Transylvania: Transformania     | Эрика Ван Хельсинг                             |                 |
| 2022 | Достать ножи: Стеклянная луковица          | Glass Onion: A Knives Out Mystery     | Клэр Дебелла                                   |                 |
| 2023 | Человек-паук: Паутина вселенных            | Spider-Man: Across the Spider-Verse   | доктор Оливия «Лив» Октавиус / Доктор Осьминог | архивные записи |
| 2025 | Fixed                                      | Fixed                                 | Карамелька                                     |                 |
|      | Мэдден                                     | Madden                                | Вирджиния Мэдден                               |                 |

### Телевидение
| Год       | Название на русском                        | Оригинальное название                    | Роль                         | Примечания                                                             |
| --------- | ------------------------------------------ | ---------------------------------------- | ---------------------------- | ---------------------------------------------------------------------- |
| 2001—2007 | Расследование Джордан                      | Crossing Jordan                          | Лили Лебовски                | Постоянная роль, 104 эпизода                                           |
| 2006      | Четыре короля                              | Four Kings                               | Шэрон                        | 2 эпизода                                                              |
| 2010      | Жеребец                                    | Hung                                     | Клэр                         | 3 эпизода                                                              |
| 2011      | Светофор                                   | Traffic Light                            | Кейт                         | 2 эпизода                                                              |
| 2011      | Свободные агенты                           | Free Agents                              | Хелен                        | Постоянная роль, 8 эпизодов                                            |
| 2011      | Безумная любовь                            | Mad Love                                 | Линда Клэй                   | Эпизод: «Friends»                                                      |
| 2012—2015 | Парки и зоны отдыха                        | Parks and Recreation                     | Дженнифер Баркли             | Повторяющаяся роль, 11 эпизодов                                        |
| 2012      | Девчонки                                   | Girls                                    | Кэтрин Лавойт                | 4 эпизода                                                              |
| 2012      | Новости                                    | The Newsroom                             | Кэрри                        | Эпизод: «I’ll Try to Fix You»                                          |
| 2012      | Дэцкая больница                            | Childrens Hospital                       | учительница                  | Эпизод: «Childrens Lawspital»                                          |
| 2012      | Робоцып                                    | Robot Chicken                            | разные роли (озвучивание)    | Эпизод: «Hemlock, Gin and Juice»                                       |
| 2013—2015 | Шоу Кролла                                 | Kroll Show                               | мама Майки                   | 5 эпизодов                                                             |
| 2013      | Спецнах: Сан-Диего                         | NTSF:SD:SUV::                            | Мардж                        | Эпизод: «TGI Murder»                                                   |
| 2013      | Величайшее событие в истории телевидения   | The Greatest Event in Television History | Грета Штраус / Сара Раш      | 2 эпизода                                                              |
| 2014      | Закусочная Боба                            | Bob’s Burgers                            | Джессика (озвучивание)       | Эпизод: «Slumber Party»                                                |
| 2014      | Избранный                                  | Chozen                                   | Трейси Калленс (озвучивание) | Постоянная роль, 8 эпизодов                                            |
| 2014      | Американский папаша                        | American Dad!                            | Лули (озвучивание)           | Эпизод: «Honey, I’m Homeland»                                          |
| 2014—2016 | Очевидное                                  | Transparent                              | Ракель Файн                  | Повторяющаяся роль — 1-2 сезоны; Постоянная роль — 3 сезон 14 эпизодов |
| 2015      | Типа счастье                               | Happyish                                 | Ли Пэйн                      | Постоянная роль, 10 эпизодов                                           |
| 2015      | События прошедшей недели с Джоном Оливером | Last Week Tonight with John Oliver       | жена                         | Эпизод: «Daily Fantasy Sports»                                         |
| 2015      | Пиф-паф комедия                            | Comedy Bang! Bang!                       | она сама                     | Эпизод: «Kathryn Hahn Wears Ripped Jeans and Black Heels»              |
| 2016      | Бруклин 9-9                                | Brooklyn Nine-Nine                       | Элеанор Хорствайл            | Эпизод: «Hostage Situation»                                            |
| 2016—2017 | Я люблю Дика                               | I Love Dick                              | Крис Краус                   | Постоянная роль, 8 эпизодов                                            |
| 2018      | Романовы                                   | The Romanoffs                            | Анка                         | Эпизод: «End of the Line»                                              |
| 2019      | Миссис Флетчер                             | Mrs. Fletcher                            | Ив Флетчер                   | Мини-сериал Регулярная роль, 7 эпизодов                                |
| 2020      | Я знаю, что это правда                     | I Know This Much Is True                 | Десса Константин             |                                                                        |
| 2021      | Ванда/Вижн                                 | WandaVision                              | Агата Харкнесс / Агнес       | 8 эпизодов                                                             |
| 2021      | Психиатр по соседству                      | The Shrink Next Door                     | Филлис Шапиро                |                                                                        |
| 2024      | Это всё Агата                              | Agatha All Along                         | Агата Харкнесс / Агнес       | Мини-сериал Главная роль, 9 эпизодов                                   |

## Награды и номинации
| Год  | Ассоциация                            | Категория                                                        | Работа              | Результат |
| ---- | ------------------------------------- | ---------------------------------------------------------------- | ------------------- | --------- |
| 2012 | Премия «Выбор телевизионных критиков» | Лучший приглашённый исполнитель в комедийном сериале             | Парки и зоны отдыха | Номинация |
| 2013 | Премия «Готэм»                        | Актёрский прорыв                                                 | Полуденная нега     | Номинация |
| 2016 | Премия Гильдии киноактёров США        | Лучший актёрский состав в комедийном сериале                     | Очевидное           | Номинация |
| 2017 | Прайм-тайм премия «Эмми»              | Лучшая женская роль второго плана в комедийном сериале           | Очевидное           | Номинация |
| 2017 | Премия Гильдии киноактёров США        | Лучший актёрский состав в игровом кино                           | Капитан Фантастик   | Номинация |
| 2018 | Премия «Спутник»                      | Лучшая женская роль в телевизионном сериале — комедия или мюзикл | Я люблю Дика        | Номинация |
| 2018 | Премия «Готэм»                        | Лучшая женская роль                                              | Частная жизнь       | Номинация |